# Classic Haribo 2006
La Classic Haribo 2006, tredicesima ed ultima edizione della corsa, si disputò il 19 febbraio 2006 su un percorso di 203,5 km tra Uzès e Marsiglia. Fu vinta dal francese Arnaud Coyot, che terminò in 5h28'12". La gara faceva parte del calendario dell'UCI Europe Tour 2006, categoria 1.1, ed era valida come seconda prova della Coppa di Francia.

## Ordine d'arrivo (Top 10)
| Pos. | Corridore           | Squadra         | Tempo    |
| ---- | ------------------- | --------------- | -------- |
| 1    | Arnaud Coyot        | Cofidis         | 5h28'12" |
| 2    | Thor Hushovd        | Crédit Agricole | s.t.     |
| 3    | Mauro Facci         | Barloworld      | a 31"    |
| 4    | Kevin Van Impe      | Quick Step      | s.t.     |
| 5    | Graeme Brown        | Rabobank        | s.t.     |
| 6    | Léon van Bon        | Davitamon       | s.t.     |
| 7    | Saïd Haddou         | Auber 93        | s.t.     |
| 8    | Jaan Kirsipuu       | Crédit Agricole | s.t.     |
| 9    | James Vanlandschoot | Landbouwkrediet | s.t.     |
| 10   | Gorik Gardeyn       | Unibet.com      | s.t.     |